# کهریز (ارومیه)
کهریز، روستایی است از توابع بخش انزل و در شهرستان ارومیه، استان آذربایجان غربی ایران واقع شده‌است. مردم روستای کهریز همگی ترک های سنی مذهب(اکثرا حنفی )اصالتا اهل شمال ترکیه در ساحل دریای سیاه شهری به نام گیره سون هست، طبق استنادی که در ترکیه منتشر شده مهاجران گیره سون بنا به دلایلی در بحبوحه جنگ عثمانی با امپراتوری روسیه و حوزه بالکان مجبور به ترک سرزمین مادری خود شده و به شهرهای شرقی ترکیه مهاجرت کردند و گروهی از این مردمان گیره سون به شمال غرب ایران مهاجرت کرده و در شهرهای خوی سلماس ارومیه سکنی گزیدند امروزه قسمتی از مردمان مهاجر گیره سون روستای کهریز میباشد که با گذشته زمان و تحریف نام گیره سون به کوره سنی تغییر یافت  ، طبق شواهدی که  از ریش سفیدان نقل شده اقوام بعضی از خانواده های کهریز در شرق ترکیه میباشد. عمده شهرت این روستا داشتن باغات گیلاس است که به گیلاس تک‌دانه مشهور است و به دلیل نوع خاک موجود در آنجا، کمتر جایی از جهان می‌توان محصول گیلاس به مرغوبیت آن پیدا کرد. مردم این روستا با باغداری امرار معاش می‌کنند پیشهٔ بیشتر مردم روستا باغداری می‌باشد

## جمعیت
این روستا در دهستان انزل جنوبی قرار داشته و بر اساس سرشماری سال ۱۳۸۵ جمعیت آ۴۲۵۲ نفر (۷۶۲ خانوار)
بوده‌است.